# Lia Parolari
Lia Parolari, née le 30 juillet 1990   à Orzinuovi, est une gymnaste artistique italienne.

## Palmarès

### Championnats d'Europe
- Volos 2006
  -  médaille d'or au concours par équipes